# Дуруша (Марамуреш)
Дуруша (рум. Durușa) насеље је у Румунији у округу Марамуреш у општини Ваља Киоарулуј. Oпштина се налази на надморској висини од 401 m.

## Становништво
Према подацима из 2002. године у насељу је живело 90 становника, од којих су сви румунске националности.